# Bahnstrecke Węgliniec–Czerwona Woda
| Kursbuchstrecke: | 129k (1934) 157k (1944) |                                                        |                                                        |
| Streckenlänge: | 6,427 km                |                                                        |                                                        |
| Spurweite: | 1435 mm (Normalspur)    |                                                        |                                                        |
| Streckengeschwindigkeit: | 30 km/h                 |                                                        |                                                        |
| |                         |                                                        |                                                        |
| \| \| \| Verbindungsgleis von der Staatsbahn \| \| \| \| 0,00 \| Węgliniec Dworzec Mały früher Kohlfurt Kleinbahnhof \| Węgliniec Dworzec Mały früher Kohlfurt Kleinbahnhof \| \| \| \| nach Görlitz \| \| \| \| 1,10 \| Zgorzelec Nadleśnictwo früher Forst Görlitz \| Zgorzelec Nadleśnictwo früher Forst Görlitz \| \| \| 4,93 \| Czerwona Woda Północna früher Rothwasser Niederbahnhof \| Czerwona Woda Północna früher Rothwasser Niederbahnhof \| \| \| 6,43 \| Czerwona Woda früher Rothwasser Hauptbahnhof \| Czerwona Woda früher Rothwasser Hauptbahnhof \| |                         |                                                        |                                                        |
| Strecke |                         | Verbindungsgleis von der Staatsbahn                    | Verbindungsgleis von der Staatsbahn                    |
| Bahnhof | 0,00                    | Węgliniec Dworzec Mały früher Kohlfurt Kleinbahnhof    | Węgliniec Dworzec Mały früher Kohlfurt Kleinbahnhof    |
| Abzweig ehemals geradeaus und nach rechts |                         | nach Görlitz                                           | nach Görlitz                                           |
| Haltepunkt / Haltestelle (Strecke außer Betrieb) | 1,10                    | Zgorzelec Nadleśnictwo früher Forst Görlitz            | Zgorzelec Nadleśnictwo früher Forst Görlitz            |
| Haltepunkt / Haltestelle (Strecke außer Betrieb) | 4,93                    | Czerwona Woda Północna früher Rothwasser Niederbahnhof | Czerwona Woda Północna früher Rothwasser Niederbahnhof |
| Kopfbahnhof Streckenende (Strecke außer Betrieb) | 6,43                    | Czerwona Woda früher Rothwasser Hauptbahnhof           | Czerwona Woda früher Rothwasser Hauptbahnhof           |

Die Bahnstrecke Węgliniec–Czerwona Woda verband von 1913 bis 1974 die Gemeinde Czerwona Woda (Rothwasser) mit dem Eisenbahnknotenpunkt Węgliniec (Kohlfurt).

## Geschichte
Bereits 1846 entstand bei der Ortschaft Kohlfurt ein Knotenpunkt der Niederschlesisch-Märkischen Eisenbahn-Gesellschaft, dessen Bedeutung in den Jahren 1865 und 1874 durch weitere Bahnbauten noch gesteigert wurde. Keine der Strecken berührte jedoch den nur wenige Kilometer südlich liegenden Marktflecken Rothwasser mit 2.500 Einwohnern und reger Gewerbetätigkeit. Die Stadtväter von Rothwasser hatten sogar einen Bahnbau missbilligt, erst als das benachbarte Penzig durch den Bahnhof einen wirtschaftlichen Aufschwung erlebte, begehrte man auch in Rothwasser einen Eisenbahnanschluss.

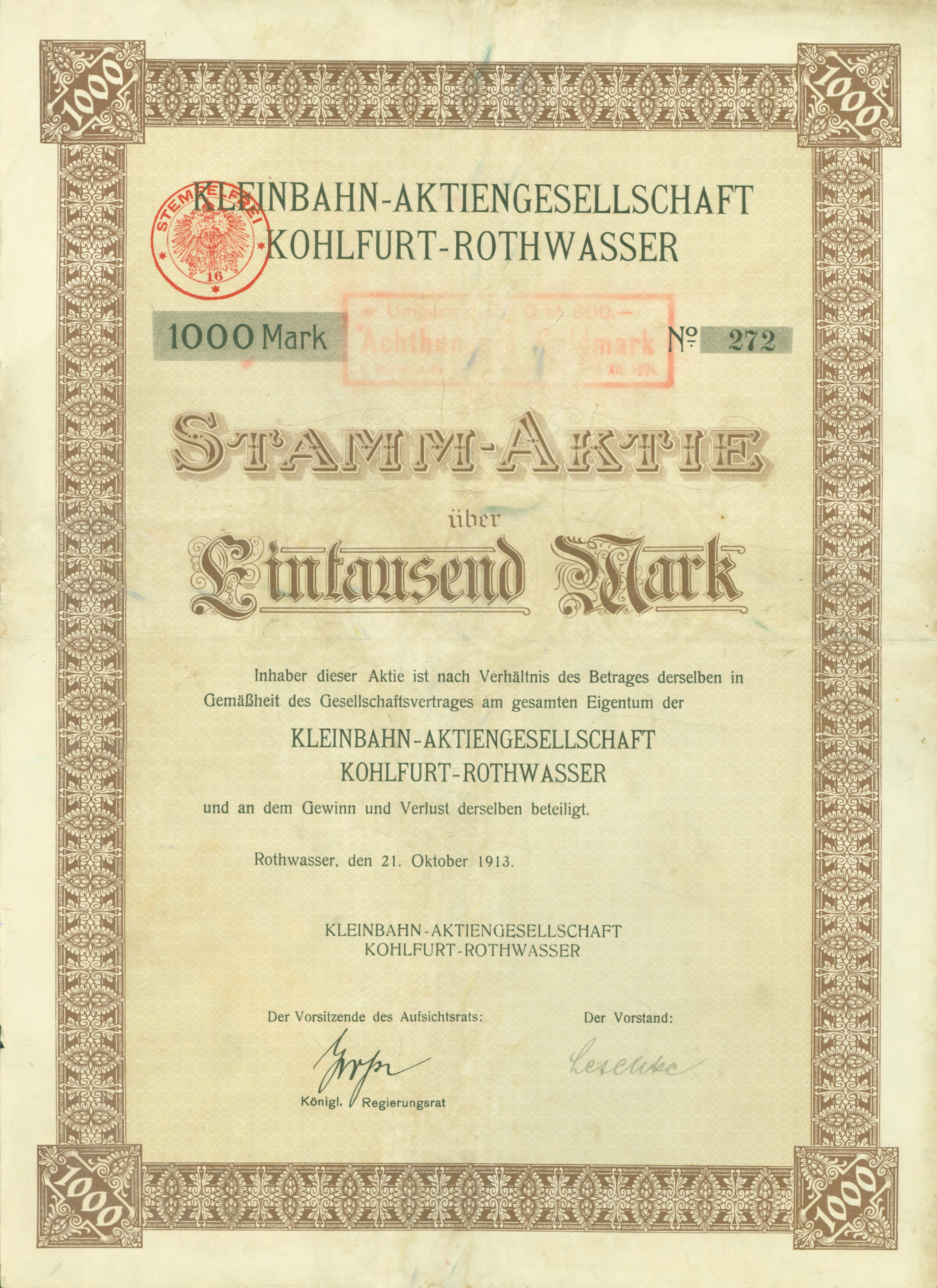
Stammaktie über 1000 Mark der Kleinbahn-AG Kohlfurt-Rothwasser vom 21. Oktober 1913

Ein nach 1900 vorgeschlagenes Projekt einer Schmalspurbahn wurde abgelehnt, es wurde eine Normalspurbahn gewünscht. Daher gründete die Gemeinde Rothwasser mit weiteren Interessenten am 17. Mai 1913 die Kleinbahn-AG Kohlfurt–Rothwasser, die am 2. Juni 1913 die Konzession für eine normalspurige Bahnstrecke von sechs Kilometern Länge zwischen Kohlfurt und Rothwasser nach dem preußischen Kleinbahngesetz erhielt. Am 21. Oktober 1913 wurde die Strecke eröffnet. Den Betrieb führte anfangs das Eisenbahn- und Tiefbaugeschäft Otto Conrad aus Berlin, das auch zu den Gründern gehörte. 1928 übernahm die Firma Lenz & Co GmbH diese Aufgabe.
Der Personenverkehr war stets bescheiden. Waren 1914 noch sechs Zugpaare täglich auf der Strecke, so blieben in den dreißiger und vierziger Jahren in der Regel nur noch zwei im Einsatz.
Für den Güterverkehr standen in Rothwasser noch einige Anschlussgleise zur Verfügung.
Östlich der Lausitzer Neiße gelegen, verblieb die Strecke nach dem Zweiten Weltkrieg auf nunmehr polnischem Staatsgebiet. Die Polnischen Staatsbahnen PKP übernahmen die Strecke, die ohne Kriegsschäden geblieben war, allerdings war der bauliche Zustand schlecht. Da die örtliche Wirtschaft sich nach dem Zweiten Weltkrieg rückläufig entwickelte, entfiel schon in den 1950er Jahren der Güterverkehr fast vollständig. Der Personenverkehr wurde von den PKP noch bis zum 1. Oktober 1966 weitergeführt, danach diente die Strecke nur noch einem geringen Güterverkehr in Rothwasser. Am 17. Mai 1974 wurde die Strecke wegen des schlechten Streckenzustands endgültig stillgelegt und in den 1980er Jahren schließlich abgebaut.
Im Sommer 2018 wurde auf der Trasse der ehemaligen Bahnstrecke ein asphaltierter Radweg eröffnet, der mit EU-Förderung errichtet werden konnte.

## Fahrzeuge
Insgesamt waren dafür im Jahre 1914 wie im Jahre 1939 zwei Dampflokomotiven, zwei Personen-, ein Pack- und vier Güterwagen vorhanden.
Bei Betriebsaufnahme waren es zwei 1913 gebaute Lokomotiven der Bauart Bn2t von Maffei, 1935 wurde sie verkauft und dafür zwei Lokomotiven der Bauart Cn2t der Bunzlauer Kleinbahn erworben, die eine, mit der Nummer 22, war 1905 von LHW gebaut worden, die andere, mit der Nummer 21, 1913 von Orenstein & Koppel. Letztere gelangte 1945 zur Oderbruchbahn, wurde von der Deutschen Reichsbahn als 89 6129 übernommen und 1965 ausgemustert.